# Gornji Vratari
Gornji Vratari (en serbio cirílico : Горњи Вратари) es un pueblo de Serbia, situado en el municipio de Aleksandrovac, en el distrito de Rasina. En el censo de 2011 contaba con 186 habitantes.

## Demografía
| 1948 | 1953 | 1961 | 1971 | 1981 | 1991 | 2002 | 2011 |
| ---- | ---- | ---- | ---- | ---- | ---- | ---- | ---- |
| 338  | 380  | 338  | 284  | 246  | 213  | 200  | 186  |